# 伊朗革命街女孩运动
伊朗革命街女孩运动（波斯语：دختران انقلاب）是针对伊朗强制妇女佩戴头巾的一系列示威活动，亦是伊朗民主运动的一部分。
2017年12月27日，2017－2018年伊朗示威期间，维达·穆瓦赫德站在伊朗首都德黑兰革命街街头的变电箱上，将脱下的头巾绑在棍子上，作为旗帜向人群挥舞，她因此举被称为“革命街女孩”。她于当天被捕，并随后获释。随后有更多伊朗女性在公众场合摘下头巾并被捕，亦有大量伊朗女性在社交平台上上传自己未戴头巾的照片，这些女性同样被称为“革命街女孩”。
2022年9月，由于玛莎·阿米尼之死，伊朗爆发大规模示威，反对强制佩戴头巾法律的运动再度发生。
2022年11月，因為民主和人權、特別是為婦女和兒童的權益和庇護權所作出的努力而於2003年獲頒諾貝爾和平獎的第一位伊朗人和穆斯林女性、前法官、律師希林·伊巴迪表示「一方面，看到年輕一代如此勇敢地對抗獨裁者，我感到樂觀和充滿希望。另一方面，看到年輕人被逮捕或殺害，我非常難過。民眾的訴求不再是反頭巾。艾米尼被殺是導火線，現在人們不想要伊斯蘭共和國，想推翻政權。」
2023年10月6日，諾貝爾和平獎頒授給為伊朗受壓迫的女性而戰、為促進所有人的人權及自由而戰、對艾米尼之死進行報導的人權活動家納爾吉斯·穆罕默迪。19日，歐洲議會將沙卡洛夫獎追授給瑪莎·艾米尼及她的受迫害致死所激發的女性、生命、自由運動。